# カイドゥン隕石
カイドゥン隕石（カイドゥンいんせき、Kaidun meteorite）は1980年12月30日にイエメン人民民主共和国（南イエメン）のソビエト軍の基地に落下した隕石で、その不均質で多様な成分や組成から、母天体が火星の衛星のフォボスではないかと考えられている隕石である。
南イエメンの北緯15度、東経 48.3度の砂地に落下し、落下後すぐに隕石は回収された。回収量はトータルで841.5gである。ロシア科学アカデミーなどで調査された。CR2型の炭素質コンドライトに分類される隕石であるが、C1型やCM1型、C3型のような別の分類の破片も含まれている。60近くの鉱物が見られ、なかには化学成分がFeTiPであるflorenskiiteのような珍しい鉱物も含まれていた。
フォボス起源であると考えられた理由は一般の隕石中ではきわめてまれなアルカリ成分の破片が見つけ出されたことなどからで、隕石の母天体は火星に近い衛星、フォボスが火星地殻起源の破片などを集めることなどによって様々な部分からなる表層が生成し、そこに他天体の衝突によって宇宙空間にはじき出された破片が隕石になって､地球に到達したというシナリオが考えられている。